# Dix ans de moins
Ne doit pas être confondu avec 10 ans de moins (France).
10 ans de moins (en anglais : 10 years younger) est une émission de télévision britannique diffusée sur la chaîne Channel 4 ainsi que sur plusieurs chaînes à travers le monde (Discovery Real Time en France). 
Réalisée par la société de production Maverick Television, elle se donne pour mission de rajeunir d'au moins dix ans des candidates complexées par leur physique à l'aide d'une équipe de « relooking » composée notamment d'un chirurgien esthétique, d'un dentiste-prothesiste, d'une maquilleuse ou encore d'un coiffeur. Présentée à l'origine par Nicky Hambleton-Jones, elle a été remplacée depuis par Myleene Klass puis par Denise Welsh.
10 ans de moins est la déclinaison britannique du programme homonyme diffusé aux États-Unis et depuis 2009, en Australie. Un programme similaire existe également au Brésil sous le nom « 10 anos mais jovem » (10 ans plus jeune).

## Présentation

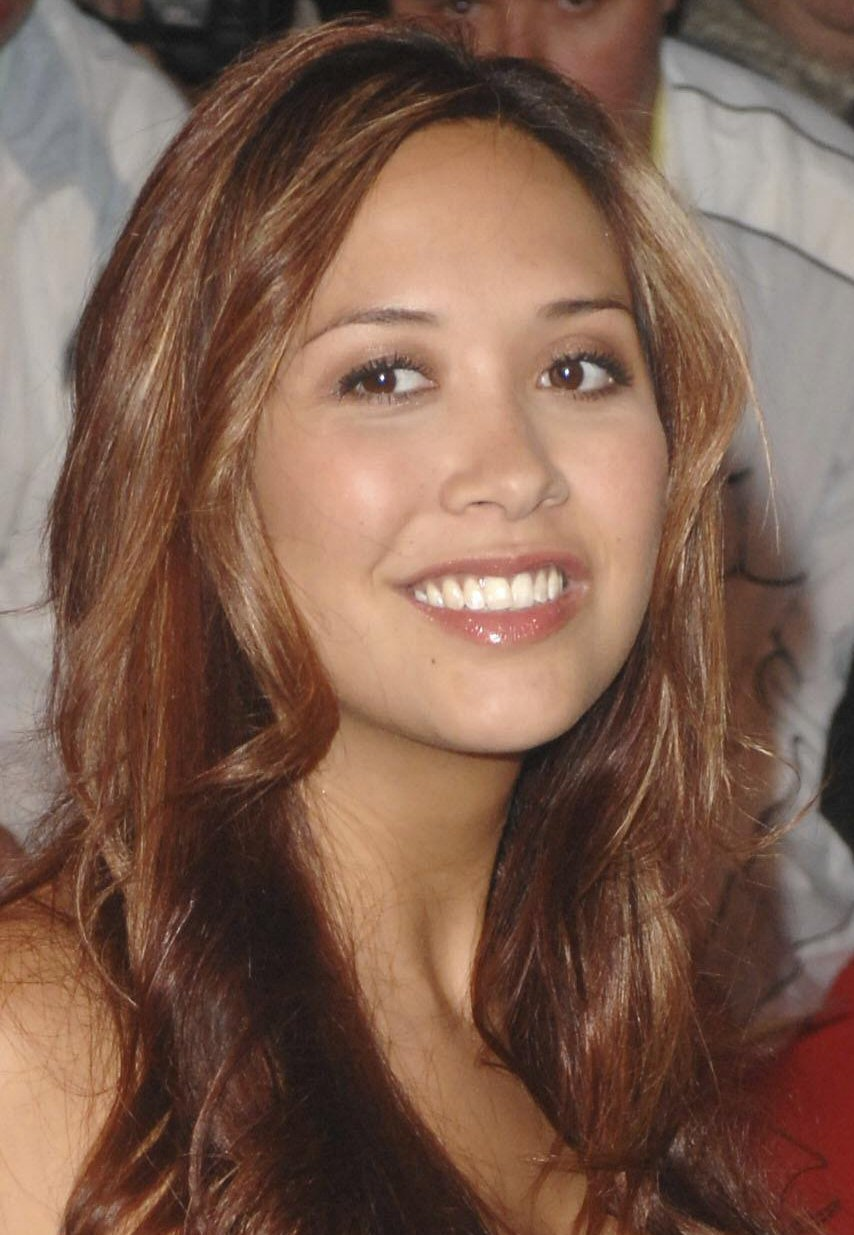
Myleene Klass, présentatrice de l'émission en 2008

Au cours de chaque épisode (d'une durée de 60 minutes) une candidate qui estime avoir vieilli prématurément est prise en charge par la présentatrice, qui tente de retracer avec elle son parcours, photos à l'appui. Quelques instants plus tard, un panel de 100 personnes est chargé d'estimer l'âge de la candidate. À l'issue d'un jugement souvent implacable, une équipe de spécialistes la prend en main, lui proposant des alternatives pour corriger les imperfections et les altérations dues au temps. 
Parmi les membres de cette équipe de « relooking » figurent ainsi le chirurgien esthétique Jan Stanek, le dentiste-prothesiste Uchenna Okoye, le coiffeur Andrew Barton et la maquilleuse Lisa Eldridge, tandis que dans les premières émissions, Nicky Hambleton-Jones se charge de renouveler la garde-robe de la candidate à moindre frais, tout en s'inspirant des stars et des dernières tendances de la mode. Dans la dernière partie de l'émission, la candidate est de nouveau présentée à un panel de 100 personnes dont la mission est une fois encore d'estimer son âge. Enfin, dans les dernières minutes de l'émission, elle est présentée à sa famille et à ses amis.
Le programme 10 ans de moins est diffusé au Royaume-Uni depuis le 28 avril 2004. La sud-africaine Nicky Hambleton-Jones en a assuré la présentation durant six saisons, avant de laisser brièvement sa place à Myleen Klass en 2008, et à Denise Welsh depuis lors.